# Nong Khai (Provinz)

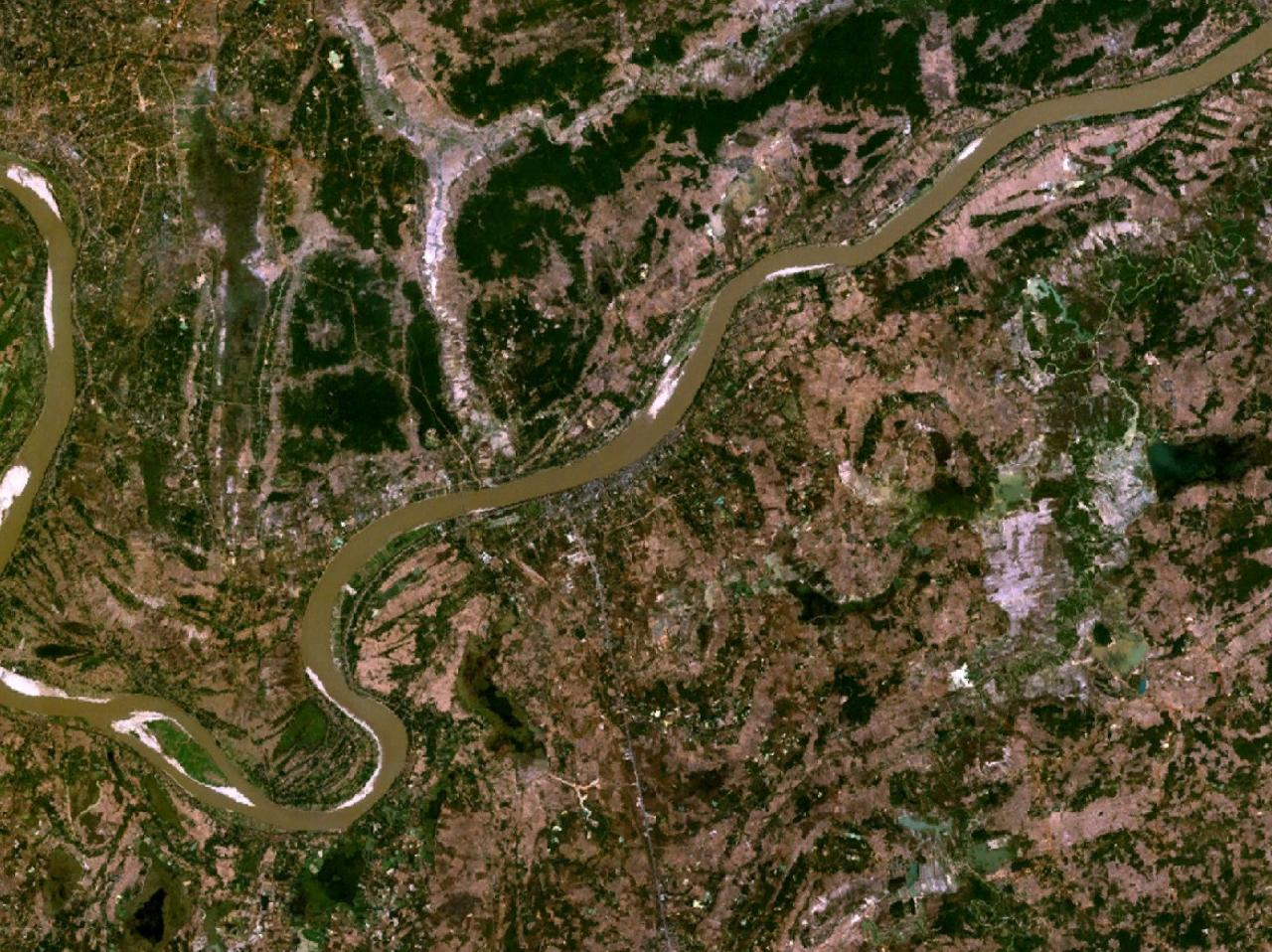
Satellitenbild der Provinz Nong Khai (südlich des Mekong) und angrenzender Gebiete in Laos

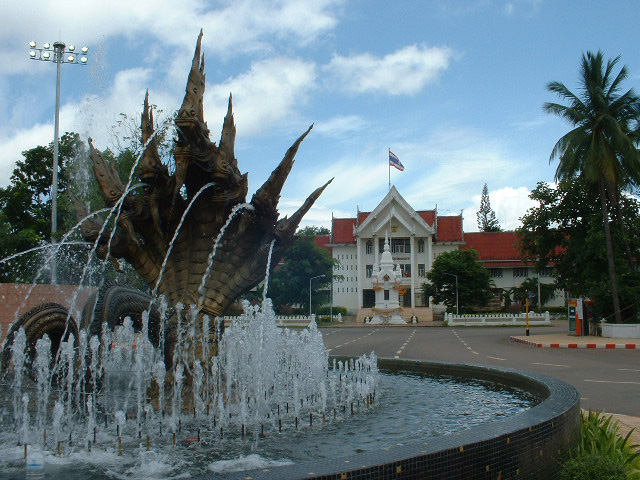
Naga-Brunnen vor dem Sitz der Provinzverwaltung (Sala klang Changwat) von Nong Khai

Nong Khai (Thai: หนองคาย) ist eine Provinz (Changwat) in der Nordostregion von Thailand, dem Isan. Die Hauptstadt der Provinz Nong Khai heißt ebenfalls Nong Khai.

## Geographie
Die Provinz Nong Khai liegt im Tal des Mekong, der auch die natürliche Grenze zu Laos bildet, und erstreckt sich hier hauptsächlich in west-östlicher Richtung. Auf der anderen Seite des Mekong liegt die laotische Hauptstadt Vientiane (Viang Chan), nur 25 km entfernt. Im Süden der Provinz erheben sich kleinere Hügel- und Bergketten.
| Benachbarte Provinzen und Gebiete: | Benachbarte Provinzen und Gebiete:               |
| ---------------------------------- | ------------------------------------------------ |
| Norden                             | Maenam Mekong, gleichzeitig Landesgrenze zu Laos |
| Osten                              | Bueng Kan                                        |
| Süden                              | Sakon Nakhon und Udon Thani                      |
| Westen                             | Loei                                             |

### Wichtige Flüsse
- Mekong

### Klima
Das Klima ist tropisch-monsunal. Die mittlere Jahrestemperatur liegt bei 26,2 °C. Die Höchsttemperatur im Jahr 2009 betrug 40,6 °C, die tiefste Temperatur wurde mit 9,5 °C gemessen. An 134 Regentagen fielen in demselben Jahr 1834,6 mm Niederschlag.

## Wirtschaft und Bedeutung
Im Jahr 2011 betrug das „Gross Provincial Product“ (Bruttoinlandsprodukt) der Provinz 36,437 Milliarden Baht. Der Mindestlohn in der Provinz beträgt 169 Baht pro Tag (etwa 5 €). 

### Daten
Die unten stehende Tabelle zeigt den Anteil der Wirtschaftszweige am Gross Provincial Product in Prozent:
| Wirtschaftszweig | 2006 | 2007 | 2008 |
| ---------------- | ---- | ---- | ---- |
| Landwirtschaft   | 25,8 | 24,7 | 25,6 |
| Industrie        | 9,7  | 9,8  | 10,1 |
| Andere           | 64,8 | 65,5 | 64,3 |

Die am stärksten zur Wirtschaftsleistung der Provinz beitragende Branche war im Jahr 2011 die Landwirtschaft mit 8,594 Mrd. Baht, gefolgt von der Bildung mit 5,638 Mrd. Baht, dem verarbeitenden Gewerbe mit 5,580 Mrd. Baht sowie dem Groß- und Einzelhandel mit 3,9 Mrd. Baht.

### Landnutzung
Für die Provinz ist die folgende Landnutzung dokumentiert:
- Waldfläche: 348.379 Rai (217,7 km²), 7,6 % der Gesamtfläche
- Landwirtschaftlich genutzte Fläche: 1.735.827 Rai (1.084,9 km²), 37,9 % der Gesamtfläche
- Nicht klassifizierte Fläche: 2.498.469 Rai (1.561,4 km²), 54,5 % der Gesamtfläche

Mehr als 50 % der Fläche ist landwirtschaftlich genutzt, 6 % sind Waldland. Haupteinnahmequelle ist der Reisanbau. Auf dem Mekong wird lokaler Fischfang betrieben. 
Die Provinz Nong Khai hat insgesamt 1.002 Feuchtgebiete mit einer Fläche von 96,0 km², die mehr oder weniger intensiv für die Landwirtschaft genutzt werden.

## Geschichte
Nong Khai hat eine wechselvolle Geschichte hinter sich, in deren Verlauf es im Lao-Königreich Lan Xang eine zunächst untergeordnete Rolle spielte, als dessen Hauptstadt sich noch in der Gegend des heutigen Luang Prabang (Xiang Dong Xiang Thong) befand. Nachdem man wegen der ständigen birmanischen Attacken die Lao-Bevölkerung vermehrt in den Süden des heutigen Laos umgesiedelt hatte, wuchs auch die Bedeutung von Nong Khai, insbesondere als im 16. Jahrhundert am anderen Ufer des Mekong die neue Hauptstadt Viang Chan (Vientiane) erbaut wurde. Doch war man auch dort nicht vor den Birmanen sicher, und so flohen Laoten in den folgenden Jahrhunderten in mehreren Wellen in den Süden und nach Nordost-Thailand (Isan), wo sie einen bedeutenden Anteil der Bevölkerung stellen.

## Bevölkerung
Die Bevölkerung ist nach offizieller Klassifikation überwiegend Thai, doch spricht die Mehrheit laotische Dialekte. Über 99 % sind Buddhisten.

## Sehenswürdigkeiten

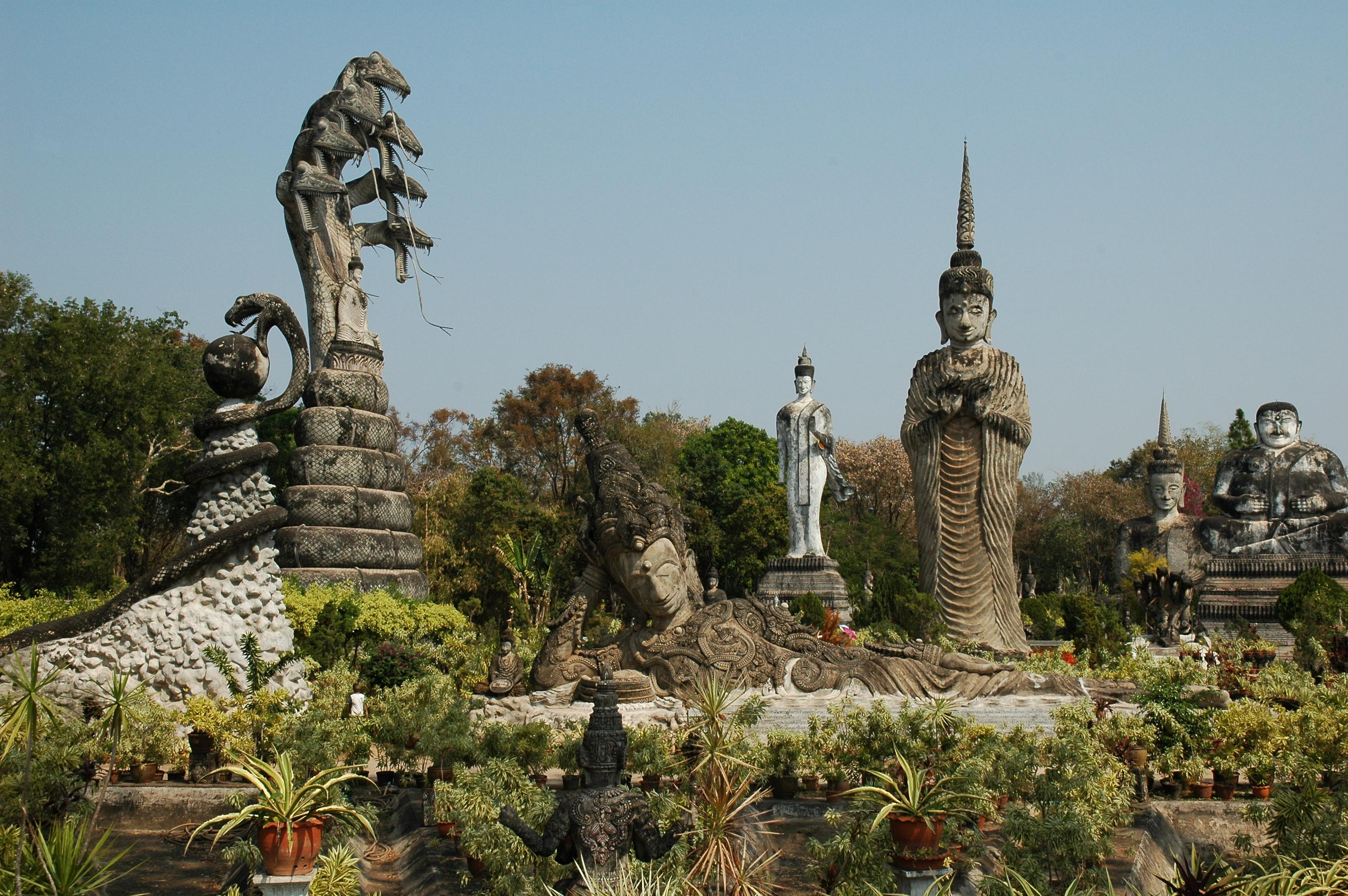
Im Park Sala Kaeo Ku

Neben dem Naturschutzgebiet Phu Wua (Phu Wua Wildlife Sanctuary, เขตรักษาพันธุ์สัตว์ป่าภูวัว) gibt es einige Wasserfälle zu sehen (zum Beispiel Namtok Tham Fun น้ำตกถ้ำฝุ่น oder Namtok Chet Si น้ำตกเจ็ดสี), die teilweise aber nur in der Regenzeit Wasser führen.
Eine weitere Sehenswürdigkeit der Provinz ist der Sala-Kaeo-Ku-Park mit phantasievollen, teils gewaltigen Betonskulpturen des lokalen Mystikers Bunleua Sulilat.

## Verkehr

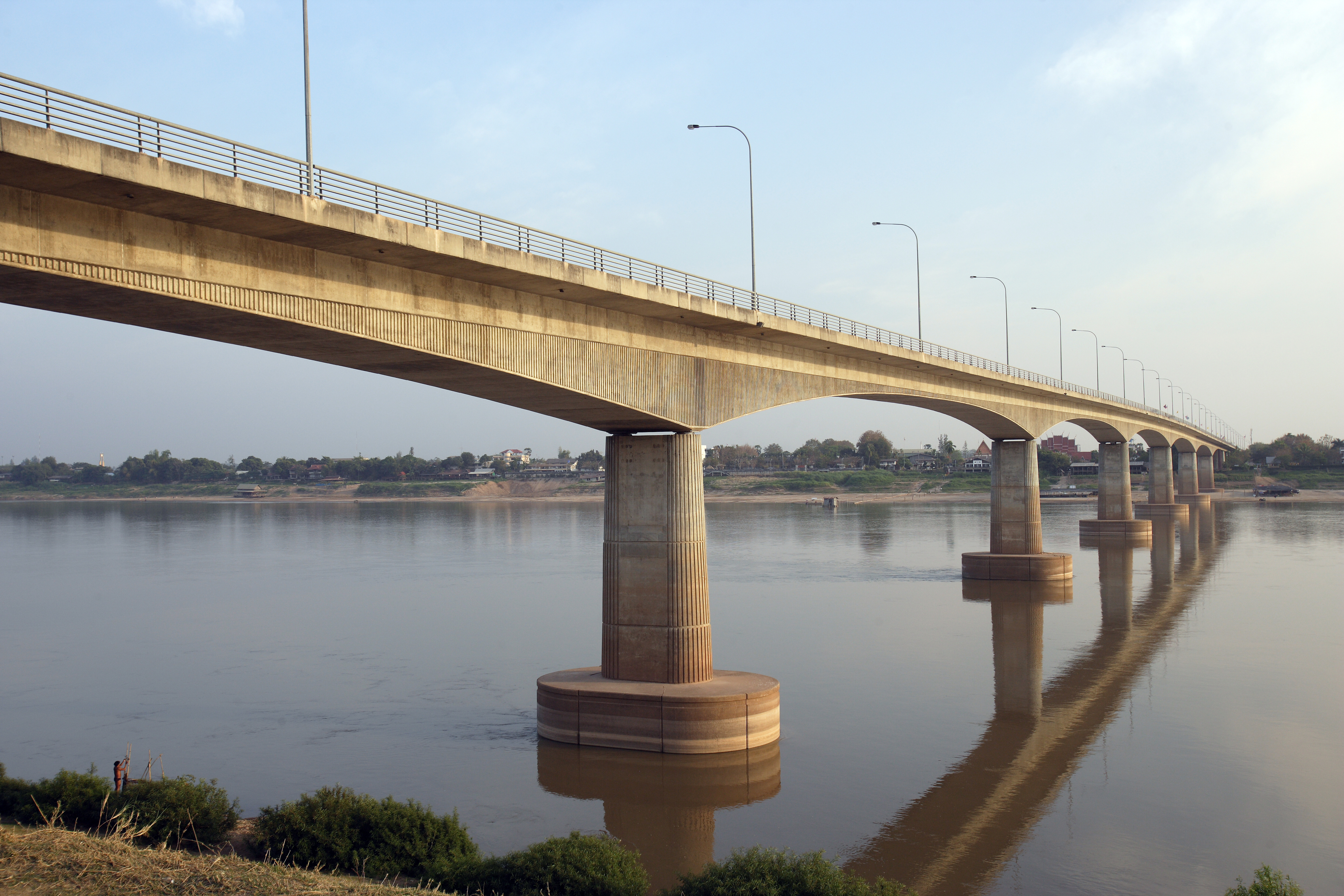
Thailändisch-Laotische Freundschaftsbrücke

Nong Khai ist der Endpunkt der Nordostlinie der Thailändischen Staatseisenbahn sowie der Thanon Mittraphap (Nationalstraße 2), der wichtigsten Magistrale Nordostthailands. Über die 1994 eröffnete Erste Thailändisch-Laotische Freundschaftsbrücke ist es mit der Präfektur Vientiane verbunden.

## Bildung
In der Provinz gibt es einen Nebencampus der Universität Khon Kaen und Außenstellen der buddhistischen Mahachulalongkornrajavidyalaya-Universität, der Rajabhat-Universität Suan Dusit und der Rajabhat-Universität Maha Sarakham.

## Symbole

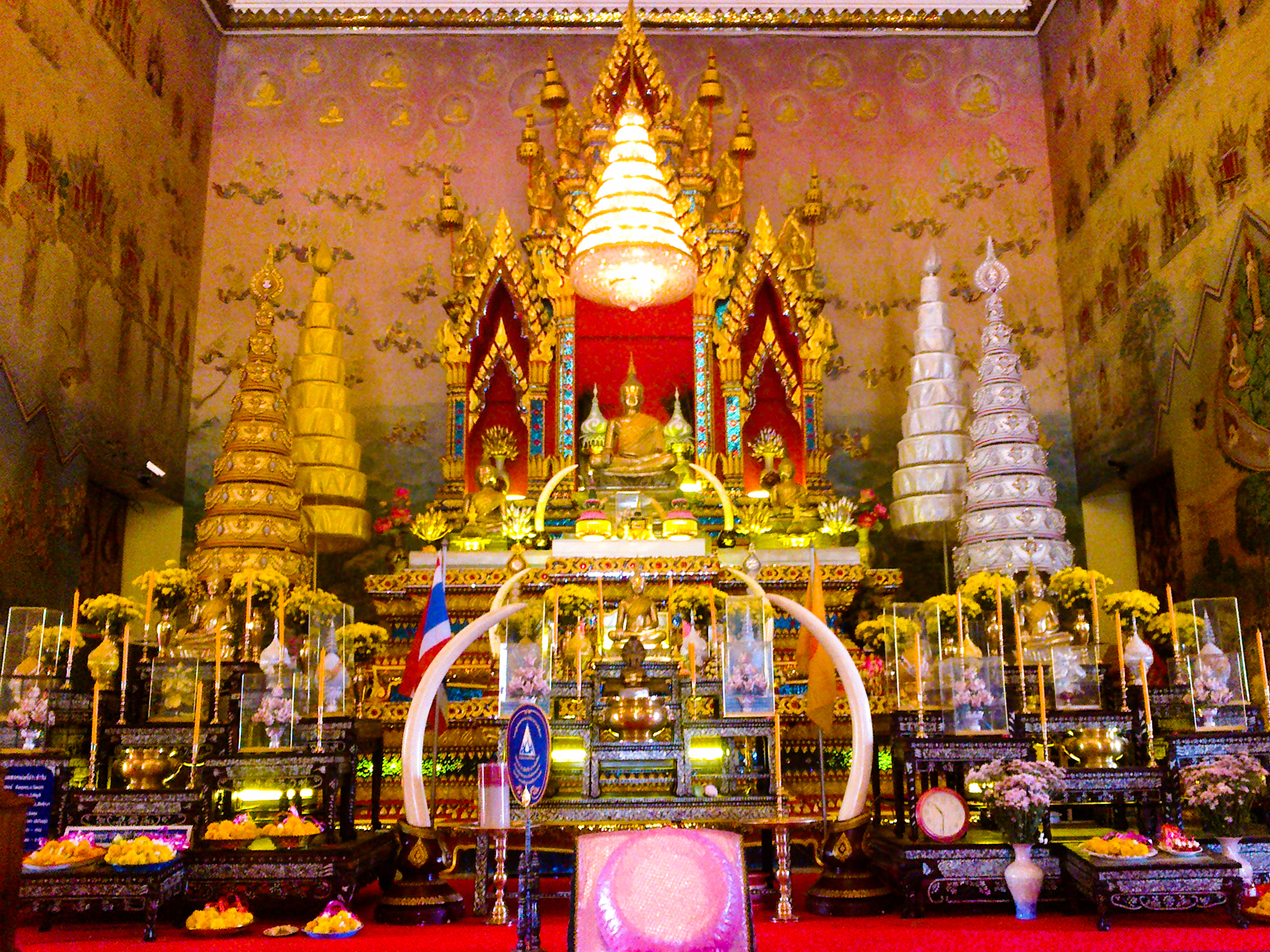
Buddhastatue Phra Sai

Das Siegel der Provinz Nong Khai zeigt einen Weiher mit Bambus umgeben. Der Bambus symbolisiert Stabilität, Ruhm und Beständigkeit für das friedliche und ertragreiche Land.
Der lokale Baum ist der burmesische Palisander oder Tamalan (Dalbergia oliveri).
Der Wahlspruch der Provinz Nong Khai lautet:
„Nong Khai ist die Stadt, in der an den Sieg über die Haw gedacht wird,
Die Stadt des verehrten Buddha-Bildnisses Luang Pho Phra Sai,
Die Provinz, in der die Brücke Thailand und Laos zusammenbringt.“

## Verwaltungseinheiten

### Provinzverwaltung
Die Provinz Nong Khai ist in neun Amphoe (‚Bezirke‘ oder ‚Landkreise‘) gegliedert. Diese sind weiter unterteilt in 62 Tambon (‚Unterbezirke‘ oder ‚Gemeinden‘) und 705 Muban (‚Dörfer‘).
| \| Nr. \| Amphoe \| Thai \| \| --- \| ----------------------- \| ---------------- \| \| 01 \| Amphoe Mueang Nong Khai \| อำเภอเมืองหนองคาย \| \| 02 \| Amphoe Tha Bo \| อำเภอท่าบ่อ \| \| 05 \| Amphoe Phon Phisai \| อำเภอโพนพิสัย \| \| 07 \| Amphoe Si Chiang Mai \| อำเภอศรีเชียงใหม่ \| \| 08 \| Amphoe Sangkhom \| อำเภอสังคม \| \| 14 \| Amphoe Sakhrai \| อำเภอสระใคร \| \| 15 \| Amphoe Fao Rai \| อำเภอเฝ้าไร่ \| \| 16 \| Amphoe Rattanawapi \| อำเภอรัตนวาปี \| \| 17 \| Amphoe Pho Tak \| อำเภอโพธิ์ตาก \| |                         |                  |
| Nr. | Amphoe                  | Thai             |
| 01 | Amphoe Mueang Nong Khai | อำเภอเมืองหนองคาย |
| 02 | Amphoe Tha Bo           | อำเภอท่าบ่อ        |
| 05 | Amphoe Phon Phisai      | อำเภอโพนพิสัย      |
| 07 | Amphoe Si Chiang Mai    | อำเภอศรีเชียงใหม่   |
| 08 | Amphoe Sangkhom         | อำเภอสังคม        |
| 14 | Amphoe Sakhrai          | อำเภอสระใคร      |
| 15 | Amphoe Fao Rai          | อำเภอเฝ้าไร่       |
| 16 | Amphoe Rattanawapi      | อำเภอรัตนวาปี      |
| 17 | Amphoe Pho Tak          | อำเภอโพธิ์ตาก      |

Hinweis: Die fehlenden Geocodes gehören zu den Amphoe, aus denen heute die Provinz Bueng Kan besteht.

### Lokalverwaltung
Für das ganze Gebiet der Provinz besteht eine Provinz-Verwaltungsorganisation (องค์การบริหารส่วนจังหวัด, kurz อบจ., Ongkan Borihan suan Changwat; englisch Provincial Administrative Organization, PAO).
In der Provinz gibt es zwei Städte (เทศบาลเมือง – Thesaban Mueang): Nong Khai (เทศบาลเมืองหนองคาย) und Tha Bo (เทศบาลเมืองท่าบ่อ), daneben gibt es 9 Kleinstädte (เทศบาลตำบล – Thesaban Tambon).